# Diocèse de Savone-Noli
Le diocèse de Savone-Noli (en latin : Dioecesis Savonensis-Naulensis ; en italien : Diocesi di Savona-Noli) est un diocèse de l'Église catholique en Italie, suffragant de l'archidiocèse de Gênes et appartenant à la région ecclésiastique de Ligurie.

## Territoire
Il est situé sur une partie de la province de Savone, le reste de cette province est dans les diocèses d'Acqui, de Mondovi, et d'Albenga-Imperia. Il gère la commune de Cogoleto dans la ville métropolitaine de Gênes, le reste de cette ville métropolitaine est gérée par l'archidiocèse de Gênes et les diocèses de Plaisance-Bobbio, Tortone, Chiavari.
Son territoire est de 394 km2 divisé en 71 paroisses regroupées en 5 archidiaconés. L'évêché est à Savone avec la cathédrale de l'Assomption. Dans la même ville, la maison-mère des Filles de Notre Dame de la Miséricorde conserve le corps de sainte Marie-Josèphe Rossello. Le diocèse possède trois basiliques mineures :
Notre-Dame-de-la-Miséricorde (it) à Savone construite à la suite d'une apparition de la Vierge, Saint Jean-Baptiste (it) et Saint Blaise à Finale Ligure. À Noli, se trouve la cocathédrale saint Pierre.

## Histoire
Le diocèse actuel est le résultat de l'union entre des sièges de Savone et de Noli qui a eu lieu le 30 septembre 1986 en vertu du décret Instantibus votis de la congrégation des évêques.

### Diocèse de Savone
L'origine du diocèse de Savone est incertaine et débattue, surtout après les récentes découvertes archéologiques qui mettent à mal les données traditionnelles selon lesquels le diocèse de Savone est l'héritier d'un ancien diocèse de Vado, dont le premier évêque est Benoît, qui participe au concile romain de 680 ; et que vers la fin du Xe siècle, le siège est transféré de Vado à Savone. Les fouilles sur Priamar conduisent à émettre l'hypothèse que Savone est le premier siège du diocèse, fondé pendant la restauration byzantine entre le VIe siècle et le VIIe siècle, puis, après la destruction de la ville par Rothari en 643 ; le siège épiscopal est transféré à Vado. 
La chronologie épiscopale est également incertaine, avec l'alternance des titres Vadensis et Saonensis au moins jusqu'au XIe siècle, lorsque le titre Saonensis est imposé. Un diocèse de Vado n'est attesté pour la première fois avec certitude qu'en 825, lorsqu'un de ses évêques apparaît dans le chapitre de Lothaire Ier ; en 864, Stadelbert, episcopus vadensis, participe à un concile provincial célébré à Milan. Ce sont les premières preuves de l'existence du diocèse de Vado/Savona, et rien, d'un point de vue littéraire, épigraphique ou archéologique, n'autorise pour l'instant à soutenir la création d'un diocèse à Vada Sabatia ou Saona avant le début du IXe siècle.
La suffragance de Savone dans la province ecclésiastique de l'archidiocèse de Milan est attestée depuis le IXe siècle. Les décrets impériaux de 992, 999 et 1014, confirment aux évêques Bernard, Jean et Ardeman, tous leurs biens avec les privilèges et avantages associés, contribuant ainsi à déterminer le territoire sous la juridiction des évêques de Savone. Au XIe siècle, Savone devient le seul siège du diocèse, un transfert qui fait suite à la menace concrète des raids sarrasins. Dans ce contexte, l'église sur les hauteurs de Priamar est requalifiée en cathédrale diocésaine dédiée à la Madone ; il ne reste presque rien de ce bâtiment, après qu'il a été démoli à la fin du XVIe siècle pour la construction de la forteresse Priamar.
Pour avoir pris le parti de l'empereur contre le pape, le diocèse de Savone est puni par la perte d'une petite partie de son territoire en 1239 et de la création du diocèse de Noli ; à l'exception d'une courte période entre 1502 et 1503 au cours de laquelle les deux diocèses sont uni aeque principaliter Noli reste un diocèse indépendant jusqu'en 1820. En 1327, l'évêque Federico Cibo frappe d'interdit la ville de Savone, où les différends entre les guelfes et gibelins entraînent une violence ouverte. L'interdit dure jusqu'en 1336, date à laquelle le pape Benoît XII le supprime, bien que la violence n'ait pas diminué.
Une première liste complète des paroisses qui composent le diocèse de Savonese remonte à 1356. En 1370, au moment de l'évêque Antonio de 'Saluzzi, un nouveau statut a été établi pour les chanoines de la cathédrale, qui a établi des règles précises sur la vie commune et le service religieux. De cette période jusqu'au XVIe siècle, le siège savonais est occupé par les plus importantes familles génoises et liguriennes : Della Rovere, Riario, Spinola, Fieschi, Grimaldi, Centurioni. Au XVIe siècle, la cathédrale est transférée dans l'ancienne église saint François, reconstruite et consacrée à l'Assomption. En 1536, la Vierge Marie apparaît au jeune Antonio Botta les 18 mars et 8 avril ; le sanctuaire Notre-Dame-de-la-Miséricorde (it) est érigé sur le site des apparitions présumées.
Entre les XVe siècle et XVIe siècle, deux évêques de Savone sont élus papes : Innocent VIII et Jules II. Mgr Fieschi (1564-1576), est le premier évêque à mettre en œuvre les décrets de réforme du concile de Trente, suivis par d'autres évêques. Le séminaire est érigé en 1568. Au XVIIe siècle, des affrontements entre l'évêque et diverses institutions de la ville valent à Francesco Maria Spinola l'exil de la ville ; il doit résider à Albisola pendant vingt et un ans. Le 5 avril 1806, le diocèse de Savone intègre la province ecclésiastique de l'archidiocèse de Gênes, perdant ainsi sa dépendance laïque avec Milan. Pendant la période napoléonienne, le pape Pie VII est, à deux reprises entre 1808 et 1814, détenu prisonnier à Savone, dans le palais de l'évêque Vincenzo Maria Maggioli.

### Diocèse de Noli
La présence chrétienne à Noli remonte aux débuts du christianisme, comme en témoignent les fouilles et les études autour de l'église San Paragorio (it) et son baptistère paléochrétien. Au cours des premières recherches archéologiques sur cette église à la fin du XIXe siècle, on trouve une dalle funéraire avec l'inscription d'un évêque Theodo(rus) ou Theodo(sius) qui est datée entre la fin du VIe siècle et le début du VIIe siècle. Cette découverte déclenche un large débat entre historiens et archéologues, avec plusieurs interprétations sur la présence de l'enterrement d'un évêque à Noli à une époque où, en principe, le siège aurait dû faire partie du diocèse de Vado, siège primitif des évêques de Savone.
Pour remercier la ville de Noli de sa loyauté à la cause de la papauté contre l'empereur, le pape Grégoire IX érige en 1239 le diocèse de Noli, avec un territoire soustrait à celui du diocèse de Savone. Cependant le diocèse, suffragant de l'archidiocèse de Gênes, est uni aeque principaliter au diocèse de Brugnato, de sorte que l'évêque de Brugnato, Guglielmo Contardi, devient également évêque de Noli.
Cette union ne dure cependant que peu de temps. Le 13 août 1245, en vertu de la bulle In sacra Petri du pape Innocent IV, l'union entre les diocèses de Noli et Brugnato est dissoute, et pour compenser les faibles revenus du diocèse de Noli, le monastère de Sant'Eugenio sur l'île de Bergeggi est supprimé et ses rentes sont attribuées à la mense épiscopale de l'évêque de Noli. Le même jour, Innocent IV écrit à Guglielmo Contardi la lettre Cum olim, par laquelle le pontife informe l'évêque des décisions prises, le laissant libre de choisir le siège où il désire résider, en préservant l'administration de l'autre. Cette situation anormale dure deux ans, jusqu'au 11 août 1247 où le premier évêque de Noli est nommé.
Le 24 janvier 1502, les diocèses de Savone et de Noli sont brièvement unis aeque principaliter en la personne de Mgr Galeotto della Rovere, union dissoute en 1503 avec la nomination d'un administrateur apostolique pour Noli. En 1572, l'évêque Trucco transfère la cathédrale de l'ancienne église de San Paragorio à celle de Saint Pierre, à l'intérieur des murs de la ville. Le pape Grégoire XIII donne son assentiment au transfert du siège épiscopal par la lettre apostolique Superna dispositione du 22 octobre 1572. Son successeur, Timoteo Berardi, procède à la translation des reliques de saint Eugène dans la nouvelle cathédrale.
Le XVIIe siècle est marqué par le long épiscopat de Stefano Martini (1646-1687). Avant d'être évêque, il avait divers missions à Rome, notamment auprès du cardinal Giovan Battista Pamphili, qui devient pape sous le nom d'Innocent X, et le nomme évêque de Noli. Son successeur célèbre le premier synode diocésain en avril 1692. Au XVIIIe siècle, on peut citer l'évêque Arduini (1746-1777), franciscain conventuel, qui se distingue pour sa munificence envers les pauvres. Le dernier évêque de Noli avant l'union avec Savone est Benedetto Solari (1778-1814) dominicain qui a de fortes affinités pour le jansénisme et n'accepte la condamnation du synode de Pistoia. Il devient malgré lui l'un des symboles de l'opposition à l'Église ; mais reste fidèle à la doctrine catholique.

### Diocèse de Savone-Noli
Le 25 novembre 1820, en vertu de la bulle Dominici gregis du pape Pie VII, le diocèse de Noli est uni aeque principaliter à celui de Savone. À partir de ce moment, il n'y a eu qu'un seul évêque pour les deux diocèses, qui maintiennent à la fois leurs structures et leur indépendance juridique.
Le 30 septembre 1986, en vertu du décret Instantibus votis de la congrégation des évêques, l'union plénière des deux diocèses est établie, avec une seule cathédrale et une seule curie diocésaine, et la nouvelle circonscription ecclésiastique prend son nom actuel.

## Sources
- (en) http://www.catholic-hierarchy.org